# 任绳隗
任绳隗（？—？），字青际，号植斋，江苏宜兴人。
任源祥从侄。早慧，十五歲为诸生，享有文名。顺治十四年举人，因江南奏销案除名。工於诗词，“绳隗文不及源祥坚卓，亦俊快可喜，而诗词清丽则过之。”有《直木斋全集》。